# Ctenorya jombene
Ctenorya jombene är en mångfotingart som beskrevs av Cook 1896. Ctenorya jombene ingår i släktet Ctenorya och familjen kamjordkrypare.
Artens utbredningsområde är Moçambique. Inga underarter finns listade i Catalogue of Life.